# Pectinaria
Pectinaria és a gènere d'anèl·lids poliquets excavadors de tubs en la sorra, de la família Pectinariidae.

## Taxonomia
- Pectinaria articulata
- Pectinaria australis Ehlers, 1904
- Pectinaria belgica (Pallas, 1766)
- Pectinaria californiensis
- Pectinaria chilensis Nilsson, 1928
- Pectinaria gouldi Verrill
- Pectinaria granulata (Linnaeus, 1767)
- Pectinaria koreni (Malmgren, 1866)
- Pectinaria longipes
- Pectinaria meridithi Long, 1973